# Ortaköyská mešita
Ortaköyská mešita (turecky: Ortaköy Camii), oficiálně Büyük Mecidiye Camii (Velká císařská mešita sultána Abdulmecida) se nachází v Ortaköy v Istanbulu na náměstí u mola, na jednom z nejznámějších nábřeží Bosporu. Mešita je symbolem pro celou čtvrť s výhledem na Bosporský most, který spojuje evropskou část Istanbulu s tou asijskou.

## Historie
Ortaköyská mešita se nachází na místě, kde dříve stála mešita. Nová mešita byla vybudována v roce 1720 a už v roce 1731 byla zničena během povstání Patrony Halila. Současná mešita, která zde byla vybudována, byla vystavěna v letech 1854-1856 na příkaz sultána Abdulmecida I. na místě ruiny paláce Cantemir. Jejími architekty byli Arméni, otec a syn Garabet Amira Balyan a Nigoğayos Balyan (ti mimo jiné navrhli nedaleký palác Dolmabahçe a mešitu Dolmabahçe), která byla vybudována v novobarokním stylu)
Samostatný dóm mešity byl původně vybudován z cihel. Nicméně budova se v důsledku svého umístění téměř zřítila a tak při přestavbě byl využit beton. V roce 1894 byla mešita zničena zemětřesením a v roce 1984 vyhořela. Od té doby byla neustále rekonstruována a v dnešní době je již v dobrém stavu.